# 异萼木属
异萼木属（学名：Dimorphocalyx）是大戟科下的一个属，为灌木或乔木植物。该属共有12种，分布于印度、马来西亚和澳大利亚。